# Macarostola thriambica
Macarostola thriambica är en fjärilsart som först beskrevs av Edward Meyrick 1907.  Macarostola thriambica ingår i släktet Macarostola och familjen styltmalar.
Artens utbredningsområde är Sri Lanka. Inga underarter finns listade i Catalogue of Life.